# Вальдивия
Вальди́вия (исп. Valdivia) — город и морской порт в Чили. Административный центр одноимённой коммуны, провинции Вальдивия и области Лос-Риос. 
Население — 150 048 человек (2017). 

## Расположение
Город расположен в 745 км на юго-запад от столицы Чили города Сантьяго.
Порт находится на реке Вальдивии, в 20 км от устья.
Коммуна граничит:
- на севере — c коммуной Марикина
- на северо-востоке — c коммуной Мафиль
- на востоке — с коммуной Лос-Лагос
- на юго-востоке — c коммуной Паильяко
- на юге — c коммуной Корраль

На западе коммуны расположен Тихий океан.

### Особенности
Через город протекают три реки: Кау-Кау на севере, Крусес на западе и Вальдивия на юго-востоке. Они образуют речной остров Теха, который сейчас находится в черте города. Первоначально остров был вне города, но немецкие иммигранты начали там селиться и с 1939 года остров соединили с центром города мостом «де Вальдивия Педро». В 1960 году после землетрясения большая часть западной части острова опустилась ниже уровня воды.

## История
Город основал первый губернатор Чили конкистадор Педро де Вальдивия 9 февраля 1552 года. Долгое время поселение Санта-Мариа-ля-Бланка-де-Вальдивия было одним из форпостов испанских колонизаторов, вплоть до 1810—1811 годов, когда Чили стало независимым государством.

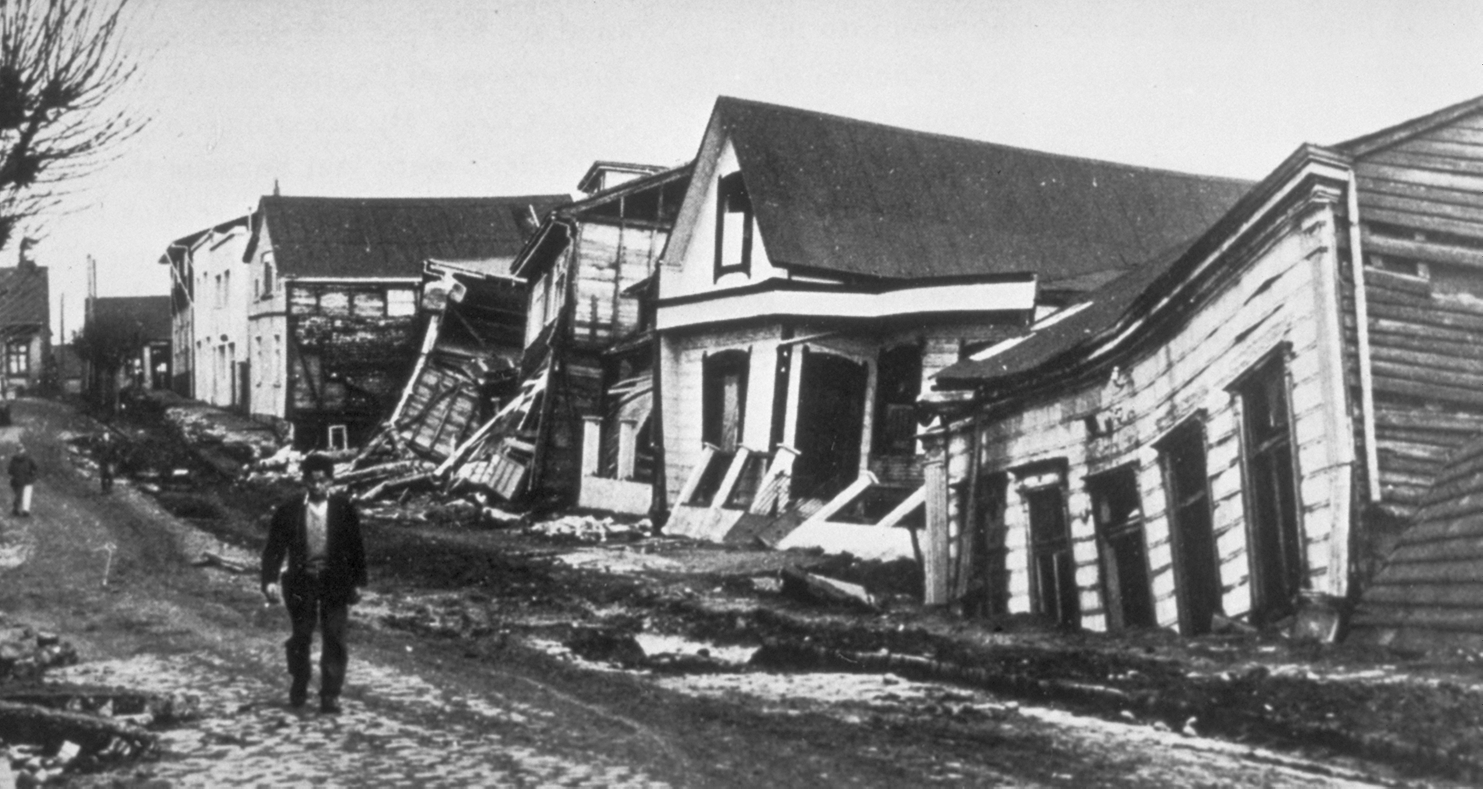
Улица в Вальдивии после землетрясения 22 мая 1960 года

Развитию промышленности существенно посодействовала иммиграция немцев в Вальдивию (с середины XIX века). Появились судостроительные верфи, пивоваренные и винокуренные заводы, обширные скотобойни, кожевенное производство. 
В 1954 году в Вальдивии был открыт университет.
22 мая 1960 года недалеко от Вальдивии находился эпицентр самого мощного в истории измерений землетрясения, в результате чего около 6 тысяч человек погибли, а сам город был практически разрушен.

## Климат
Город расположен на 39-й параллели южной широты, однако из-за холодного и мощного течения Гумбольдта климат относительно прохладный и влажный, но ровный, температура ниже нуля и жара случаются очень редко. В целом климат является переходным от субтропического морского к умеренному морскому. Средняя температура в течение года колеблется от +8 до +16— +17 °C, а осадков в виде дождя выпадает около 2000 мм в год, что почти в три раза больше, чем в Лондоне. Снег выпадает крайне редко и быстро тает.
| Показатель              | Янв. | Фев. | Март | Апр. | Май  | Июнь | Июль | Авг. | Сен. | Окт. | Нояб. | Дек. | Год  |
| ----------------------- | ---- | ---- | ---- | ---- | ---- | ---- | ---- | ---- | ---- | ---- | ----- | ---- | ---- |
| Абсолютный максимум, °C | 35,2 | 35,0 | 31,4 | 28,0 | 26,4 | 24,6 | 23,8 | 25,0 | 25,4 | 29,2 | 29,8  | 33,2 | 35,2 |
| Средний максимум, °C    | 23,6 | 24,1 | 21,3 | 17,4 | 14,1 | 11,7 | 11,2 | 12,7 | 15,0 | 17,2 | 19,4  | 21,8 | 17,6 |
| Средняя температура, °C | 18,6 | 18,4 | 15,9 | 12,5 | 10,3 | 8,4  | 7,8  | 8,8  | 10,6 | 12,8 | 14,9  | 17,3 | 13,2 |
| Средний минимум, °C     | 9,3  | 9,1  | 7,9  | 6,5  | 6,2  | 5,0  | 4,2  | 4,2  | 4,7  | 5,8  | 7,1   | 8,8  | 6,6  |
| Абсолютный минимум, °C  | 1,0  | 0,6  | −1   | −3,2 | −5   | −7   | −7,2 | −5   | −4,5 | −2   | −1,4  | 0,0  | −7,2 |
| Норма осадков, мм       | 123  | 104  | 123  | 185  | 316  | 374  | 355  | 270  | 193  | 145  | 130   | 107  | 2429 |
| Источник: Climatebase   |      |      |      |      |      |      |      |      |      |      |       |      |      |

## Демография
Согласно сведениям, собранным в ходе переписи Национальным институтом статистики, население коммуны составляет 153 577 человек, из которых 75 239 мужчин и 78 338 женщин.
Население коммуны составляет 41,1 % от общей численности населения области Лос-Риос. 9,01 % относится к сельскому населению и 90,99 % — городское население.

### Важнейшие населенные пункты коммуны
- Вальдивия (город) — 127 750 жителей
- Ньебла (поселок) — 2202 жителя

## Фотогалерея

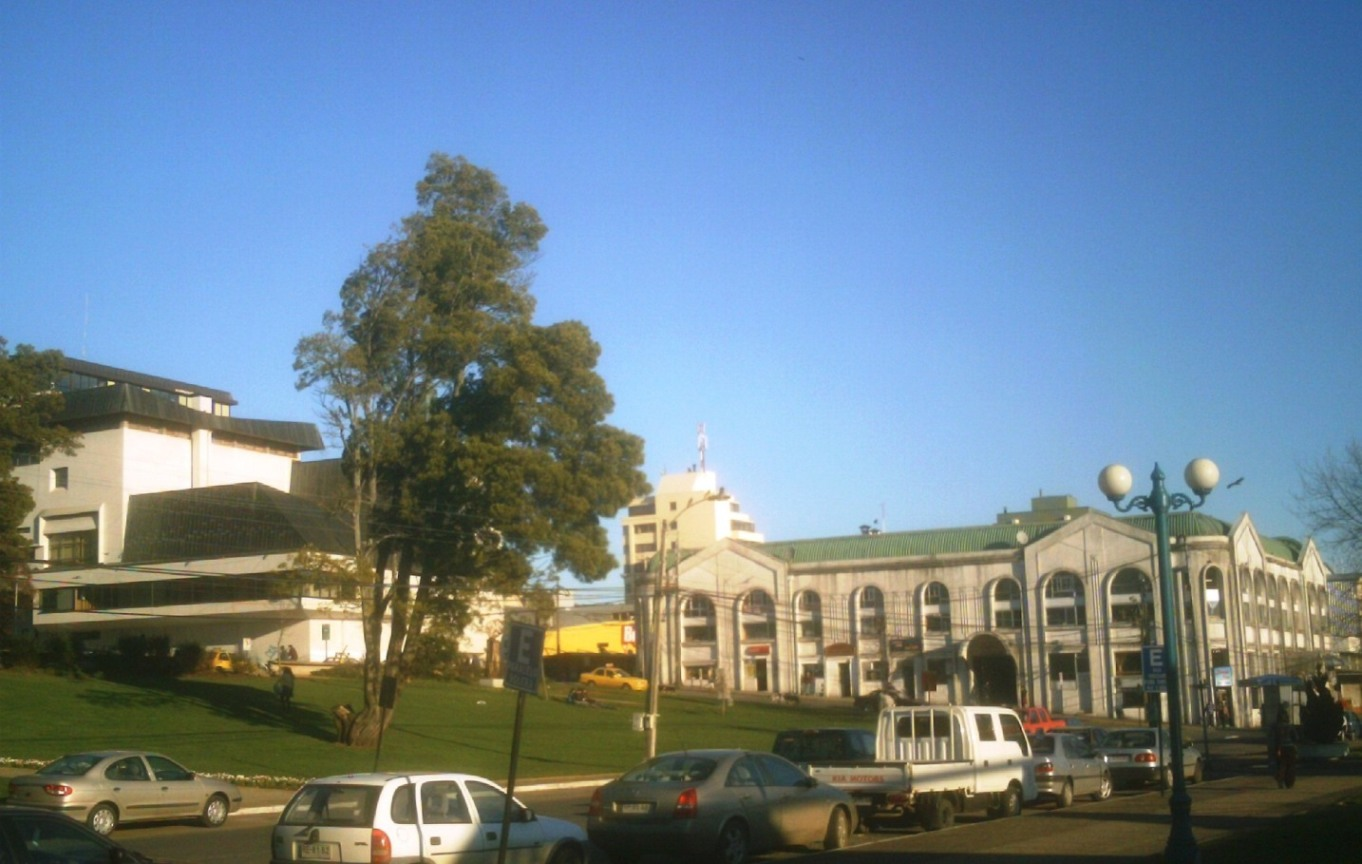
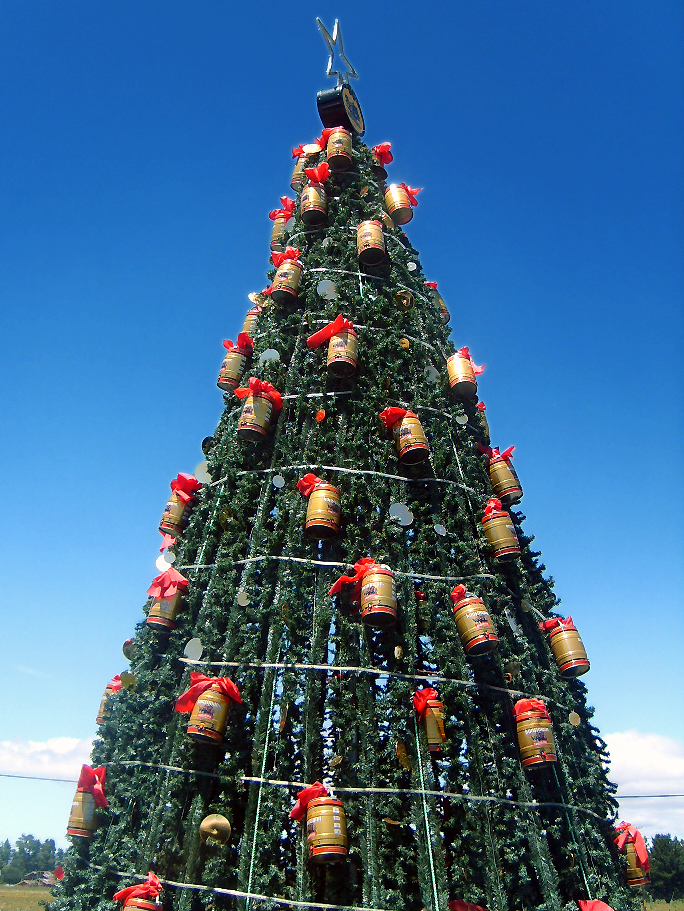
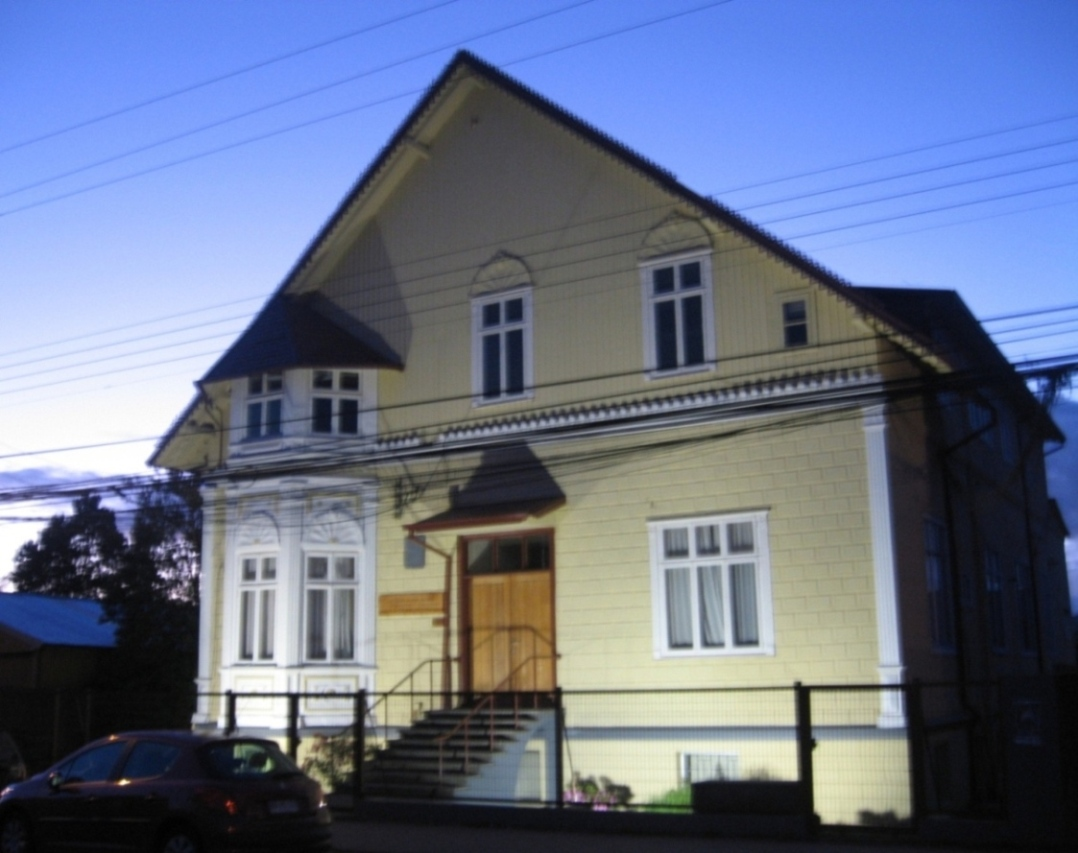
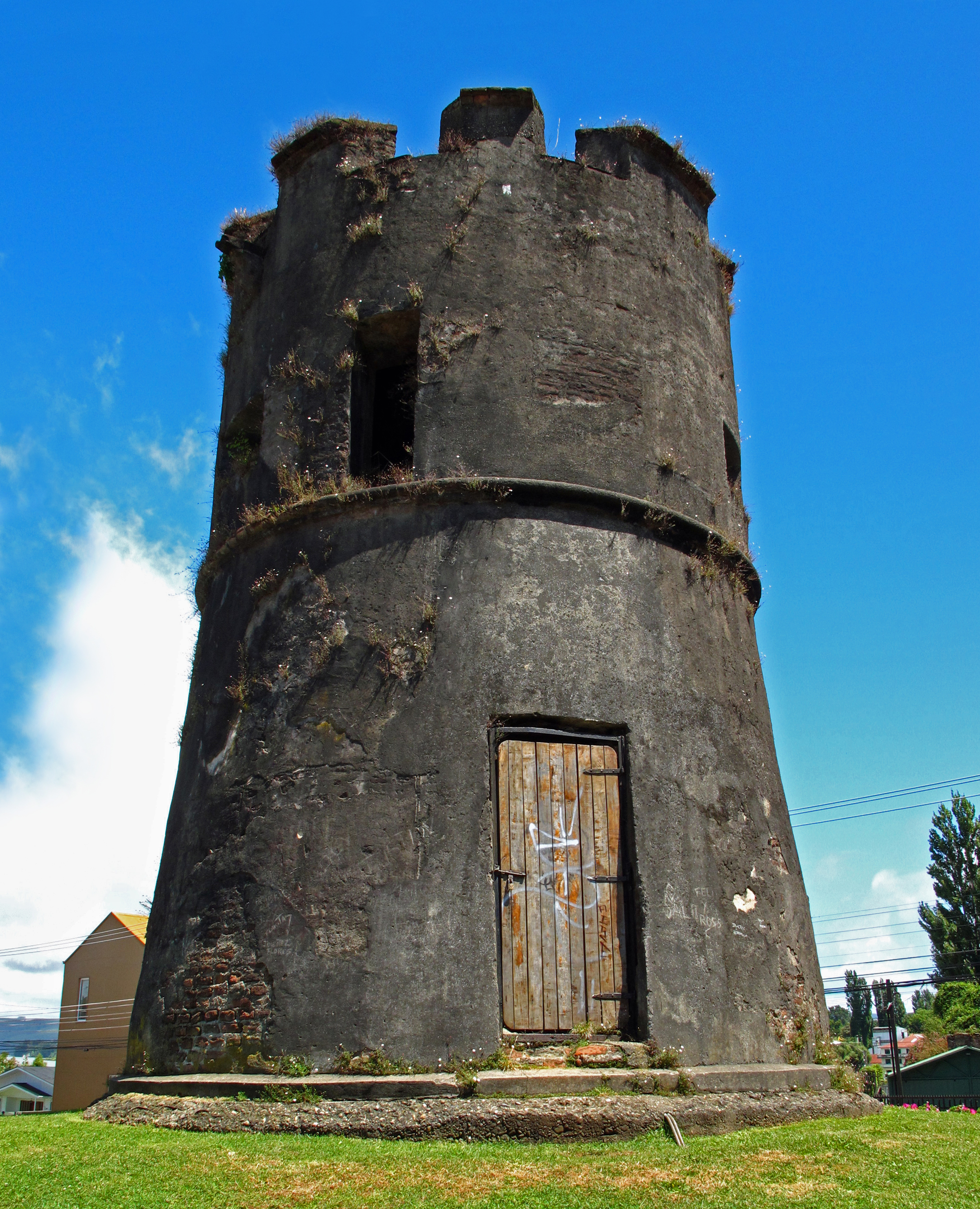
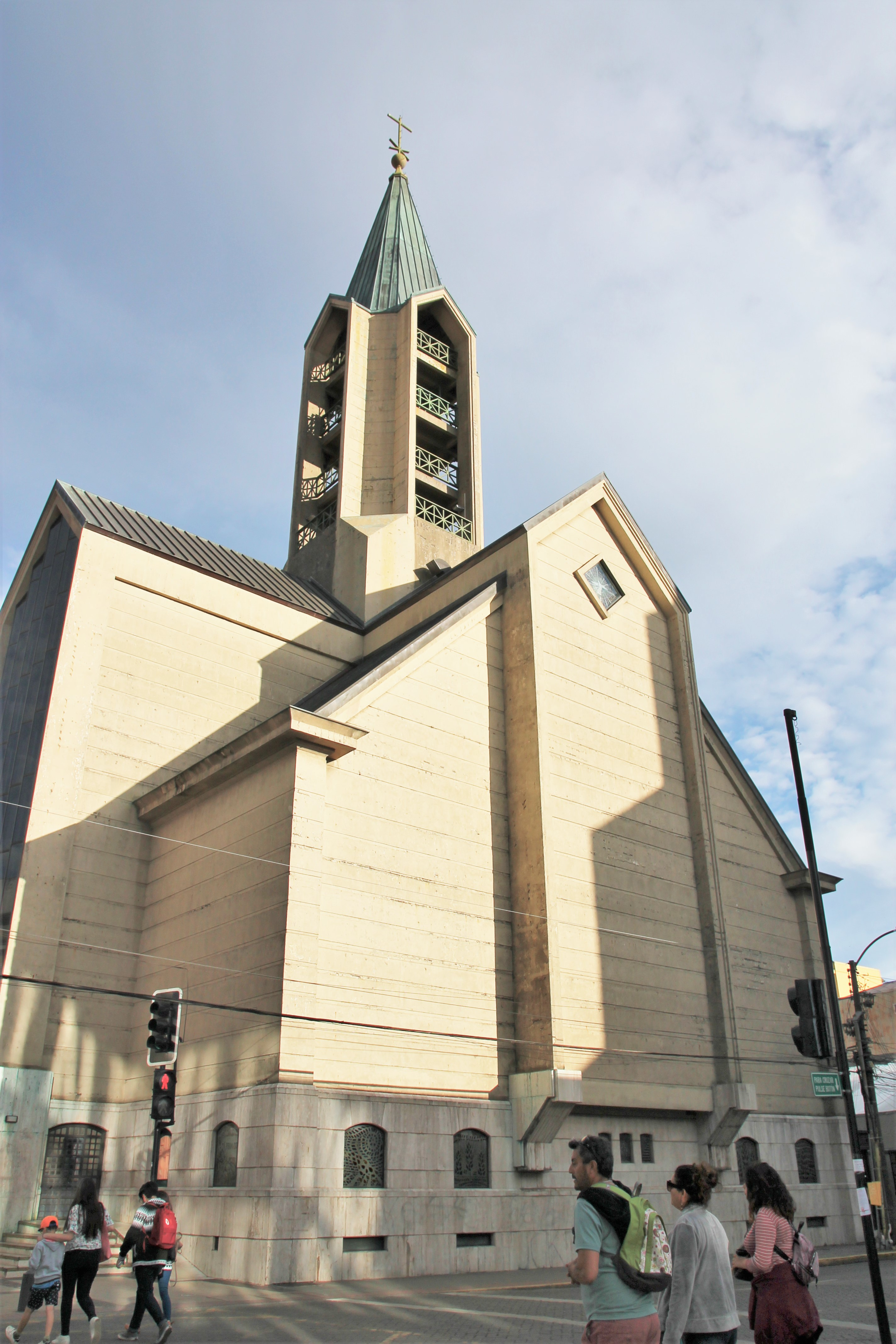